# Tommaso Iannone
Tommaso Iannone (Treviso, 16 settembre 1990) è un ex rugbista a 15 italiano, in carriera attivo nel ruolo di tre quarti centro e 10 volte internazionale per l'Italia. Giocatore versatile, era anche in grado di ricoprire il ruolo di tre quarti ala e mediano d'apertura.

## Biografia
Tommaso Iannone iniziò a giocare a rugby con il Tarvisium. Dal 2009 si trasferì al Rugby Parma, squadra divenuta l'anno dopo Crociati RFC, restandovi per due stagioni.
Con il ritorno a Treviso sponda Benetton, avvenuto nel 2011, si presentò a Iannone l'opportunità di disputare il Pro12 e la Heineken Cup. Il 10 novembre 2012 fece il suo debutto internazionale con l'Italia affrontando a Brescia le Tonga.
Nel 2013 passò all'altra franchigia italiana delle Zebre, per poi tornare dopo due stagioni a giocare nuovamente con il Treviso, con cui concluse la propria carriera agonistica al termine del Pro14 2018-19 all'età di 28 anni.